# Скарборо, Уильям
Уильям Сандерс Скарборо (англ. William Sanders Scarborough, 16 февраля 1852, Мейкон, Джорджия, США — 9 сентября 1926, Уилберфорс, Огайо, США) — первый афроамериканский антиковед. Будучи рождённым в рабстве, Скарборо являлся президентом Уилберфорского университета с 1908 по 1920 год. Он написал популярный университетский учебник по древнегреческому языку, который широко использовался в XIX веке.

## Ранние годы
Скарборо родился 16 февраля 1852 году в Мейконе в семье Фрэнсиса и Джесси Скарборо, свободного железнодорожного рабочего и рабыни. Его отец был освобождён примерно в 1846 году, но остался в Джорджии, чтобы быть вместе со своей матерью. Уильям унаследовал статус своей матери. Несмотря на запреты на обучение рабов, он получил тайное образование и к десяти годам освоил чтение, письмо, арифметику, географию и грамматику. Он стал подмастерьем сапожника и в раннем возрасте работал секретарём известной ассоциации чернокожих из-за своего уровня образования.
После окончания Гражданской войны он смог закончить своё образование в старшей школе Льюиса в Мейконе, прежде чем поступить в университет Атланты в 1869 году на два года. После чего Уильям поступил в Оберлинский колледж, где он получил диплом в 1875 году.
Окончив колледж, Скарборо вернулся в качестве преподавателя латыни в старшую школу Льюиса, где познакомился со своей будущей белой женой Сарой Бирс, которая была директором школы. В 1876 году преступники подожгли школу и она сгорела дотла. После чего Уильям Скарборо ненадолго стал директором Института Пейна в Коксбери, но обнаружил, что расовая среда в Южной Каролине ещё менее гостеприимна, чем в Джорджии. Затем он вернулся в Оберлин, чтобы получить степень магистра.

## Научная карьера
В 1877 году Уильям Скарборо стал профессором факультета антиковедения Уилберфорского университета в Огайо. Он женился на разведённой Саре Бирс, которая в 1881 году была миссионером, а также учителем в Уилберфорсе. Профессор Скарборо опубликовал популярный учебник «Первые уроки древнегреческого языка» (англ. First Lessons in Greek) в 1881 году и в том же году стал первым почтмейстером в Уилберфорсе. Вторая книга Скарборо, посвящённая «Птицам» Аристофана (англ. Birds of Aristophanes), вышла в 1886 году.
Скарборо был третьим афроамериканцем, вступившим в Американскую Филологическую Ассоциацию, и первым, кто присоединился к Ассоциации Современного Языка, последняя из которых назвала премию за первую книгу в его честь. Он читал много лекций по всей стране и часто публиковался в газетах и журналах.
Уильям получил степень доктора права (LL.D.) в университете Либерии в 1882 году, а в 1892 году получил степень доктора философии (Ph.D.) в Луисвиллском университете.
Скарборо был участником собрания 5 марта 1897 года, посвящённого памяти Фредерика Дугласа, который основал Американскую Негритянскую Академию во главе с Александром Краммеллом. Уильям играл активную роль в первые годы существования этого первого крупного афроамериканского учёного сообщества, которое опровергало расистское образование, пропагандировало претензии чернокожих на индивидуальное, социальное и политическое равенство, а также изучало историю и социологию афроамериканской жизни.

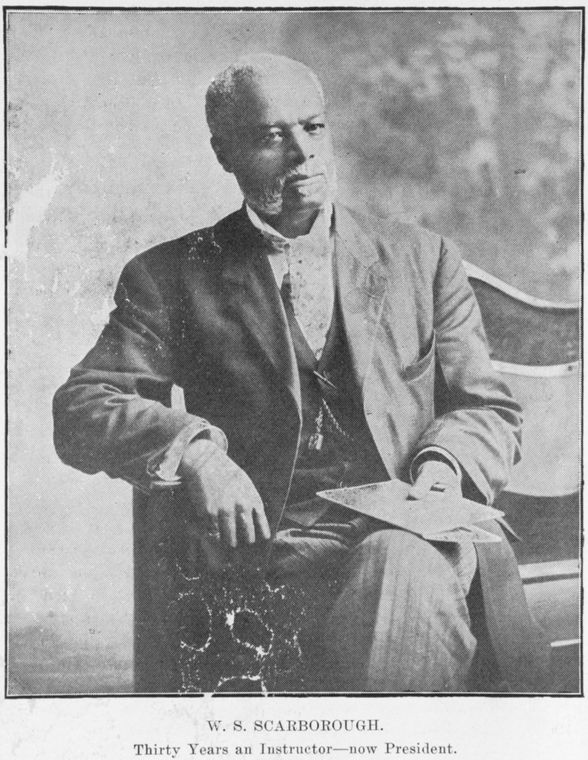
Уильям Скарборо в 1915 году

Несмотря на свою известность как учёного, Скарборо страдал от дискриминации на протяжении всей своей карьеры. В 1909 году, когда он только что стал президентом Уилберфорского университета, ему запретили посещать собрание Американской Филологической Ассоциации в Балтиморе, потому что отель отказывался подавать обед, если он присутствовал, и угрожал подать в суд за нарушение контракта, если Ассоциация не отменит конференцию. Доклад, который он должен был прочитать на конференции, был прочитан другим филологом. Однако в 1892 году Скарборо читал лекцию о Платоне в Виргинском университете в аудитории, куда не допускались другие афроамериканцы, кроме как в качестве слуг.
Уильям Скарборо являлся президентом Уилберфорского университета до 1920 года. Уилберфорский университет был третьим старейшим афроамериканским высшим учебным заведением, а Скарборо считался одним из ведущих афроамериканских учёных. Таким образом, он опубликовал ряд работ по негритянскому образованию, а также свои работы по античным языкам.

## Поздние годы
В 1921 году президент Гардинг назначил Уильяма Скарборо на должность в Министерстве сельского хозяйства Соединённых Штатов, которую он занимал до своей смерти. Уильям работал над автобиографией, которая не была опубликована при его жизни. Однако Мишель Ронник, профессор факультета антиковедения университета Уэйна, нашёл копию рукописи в архиве Исторического Общества Огайо. Ронник редактировал автобиографию Уильяма Скарборо The Autobiography of William Sanders Scarborough: An American Journey From Slavery to Scholarship (Автобиография Уильяма Сандерса Скарборо: Американское путешествие от рабства к учёности), которая была опубликована в 2005 году издательством Wayne State University Press с предисловием Генри Луиса Гейтса.
Скарборо также был участником лондонской сессии второго Панафриканского конгресса, состоявшегося в 1921 году.